# NGC 6710
NGC 6710 est une galaxie lenticulaire située dans la constellation de la Lyre. Sa vitesse par rapport au fond diffus cosmologique est de 4 395 ± 14 km/s, ce qui correspond à une distance de Hubble de 64,8 ± 5,5 Mpc (∼211 millions d'al). NGC 6710 a été découverte par l'astronome allemand Albert Marth en 1864.
NGC 6710 présente une large raie HI.

## Groupe d'UGC 11370
Selon A. M. Garcia NGC 6710 fait partie du groupe d'UGC 11370. Outre UGC 11370 et NGC 6710, ce groupe de galaxies renferme deux autres membres : UGC 11375 et UGC 11379.